# Reflets d'Allemagne
Pour les articles homonymes, voir Reflets.
Reflets d'Allemagne opus 28 est un cycle de huit pièces pour piano de Florent Schmitt. Publiées en 1905, ces valses seront dans un premier temps orchestrées pour le concert puis intégrées dans la musique d'un ballet donné en 1932 à l'Opéra-Comique.

## Structure
1. Heidelberg
2. Coblentz
3. Lübeck
4. Werder
5. Vienne
6. Dresde
7. Nuremberg
8. Munich

## Source
- François-René Tranchefort, Guide de la musique de piano et clavecin éd.Fayard 1990, p.646